# Google Base
Google Base — база данных, созданная компанией Google в ноябре 2005 года, в которой любой пользователь Google мог добавлять разнообразное полуструктурированное содержимое, например, объявления о продаже от старых книг до автомобилей, а также файлы любых форматов. Все элементы базы данных индексировались и были доступны для поиска, для того, чтобы элементы базы можно было легче находить, при их добавлении предлагалось указывать ключевые слова. Рассматривалась как конкурент eBay и Craigslist.
Работа Google Base была построена по типу доски объявлений по принципам, сходным с Craigslist, но при этом категорийный охват пользовательской информации шире, например, была возможность публикации сведений о мероприятиях, рецептов, профилей пользователей. Файлы загружались в средствами FTP или при помощи API, предоставлялись встроенные инструменты оценки эффективности пользователя, например количество загрузок и просмотров загруженных файлов.
8 октября 2009 года отдельная страница поиска по базе удалена. В сентябре 2010 года база данных переведена в Google Merchant Center, хотя сам проект оставлен доступным для загрузки данных. 17 декабря 2010 года API Google Base объявлен устаревшим, а корпорация рекомендовала использовать вместо него Google Shopping API. По состоянию на 2023 год сайт base.google.com, на котором располагалась служба, недоступен.